# Funk and Wagnalls
Funk and Wagnalls (nota anche come Funk & Wagnalls) è stata una casa editrice statunitense nota per i propri dizionari, vocabolari ed enciclopedie, fra i quali in particolare  A Standard Dictionary of the English Language (1ª edizione nel 1893-1895) e il Funk & Wagnalls Standard Encyclopedia  (in 25 volumi, 1ª edizione pubblicata nel 1912), rinominato Funk & Wagnalls New Standard Encyclopedia nel '97.
La I.K. Funk & Company, fondata nel 1875, dopo due anni mutò denominazione in Funk & Wagnalls Company, successivamente in Funk & Wagnalls Inc., ed, infine, in Funk & Wagnalls Corporation.

## Storia
Isaac Kaufmann Funk fondò l"azienda nel 1875 come I.K. Funk & Company. Due anni più tardi, Adam Willis Wagnalls, compagno di classe di Funk al Wittenberg College, divenne socio dell'azienda che mutò il proprio nome Funk & Wagnalls Company.
Nei primi anni di attività, la Funk & Wagnalls si concentrò nell'editoria di testi religiosi.
La stampa del The Literary Digest nel 1890 segnò l’ingresso dell’azienda in un nuovo segmento del mercato editoriale, quello dei dizionari e delle enciclopedie. A tale testo seguirono la prima edizione del The Standard Dictionary of the English Language (in 2 volumi fra il 1893 e il 1895), e della Funk & Wagnalls Standard Encyclopedia nel 1912.
Isaac K. Funk era nel frattempo divenuto caporedattore, impegnato nell'edizione del New Standard Unabridged Dictionary of the English Language, opera che vide la luce nel 1913 e fu riveduta nel '43 da Charles Earl Funk. Il contenuto era largamente ispirato a quello della Chambers's Encyclopaedia.
Nel 1925, Wilfred J. Funk, figlio di Isaac Funk, divenne il presidente del gruppo, posizione che mantenne fino al 1940. La casa editrice Unicorn Press, in seguito nota come  Standard Reference Work Publishing Co., acquisì i diritti d'autore relativi all'enciclopedia ed iniziò a distribuirla regolarmente nei supermercati, sostenendo l'iniziativa con una specifica campagna promozionale.
Nei primi anni '70, i supermercati del MidWest (ad es. Jewel Grocers di Chicago) tennero in vendita quattro volumi a rotazione, sostituendo via via il primo numero con l'ultimo pubblicato fino all'ultimo delle serie.
Il primo numero fu lanciato ad un prezzo promozionale di 0.99 dollari, mentre gli altri furono in vendita al prezzo di 2.99 dollari. A fine serie il prezzo fu aumentato per adeguarsi alla tasso d'inflazione a due cifre durante la stagflazione del '73, mentre già da tempo i numeri pubblicati non presentavano più i bordi con rifiniture color oro.

La pubblicazione settimanale e la rarità delle copie svolgevamo anche la funzione di attrarre e fidelizzare i collezionisti a vantaggio dei centri della grande distribuzione nei quali i volumi erano in vendita.
Nel 1965, la Funk & Wagnalls Co. fu ceduta al Reader's Digest. A questo primo passaggio seguì una successione di trasferimenti della titolarità dell'azienda: nel 1971 Funk and Wagnalls, Incorporated fu ceduta a Dun & Bradstreet, che, ad eccezione della Funk & Wagnalls New Encyclopedia, cedette a  editori terzi i diritti su tutte le altre opere. Nel 1981, l’azienda fu rilevata da un gruppo di dipendenti che quattro anni più tardi la cedettero alla Field Corporation. Nel 1991 l'azienda fu venduta a K-III Holdings, Inc, divenendo due anni dopo titolare dei diritti del World Almanac.
Nel '98 apparve la prima edizione online nel dominio unkandwagnalls.com, curato dalla divisione informatica di Primedia Inc. (ex K-III Holdings). Tale sito fu chiuso nel 2001.
Nel '99 Primedia Inc. divenne parte della Ripplewood Holdings e, nel 2007, membro della Reader's Digest Association. Nel 2009, la ditta Funk & Wagnalls fu acquisita dalla World Book Encyclopedia.
Funk & Wagnalls rilasciò a Microsoft la licenza di impiegare i testi dell'enciclopedia per la prima edizione dell'Encarta, a seguito del fallimento della trattativa per i diritti d'autore sui testi dell'Encyclopædia Britannica e della World Book Encyclopedia.

Negli anni successivi, i testi dell'Encarta, pubblicati con licenza della Funk & Wagnalls Inc., furono gradualmente sostituiti da contenuti autoprodotti dalla casa madre Microsoft.